# Petr Čermák (1959)
Petr Čermák (* 27. července 1959) je bývalý český fotbalista.

## Fotbalová kariéra
V československé lize hrál za Škodu Plzeň, Slavii Praha a Zbrojovku Brno. Nastoupil ve 46 ligových utkáních a dal 4 góly. Ve druhé nejvyšší soutěži hrál i za Vagónku Česká Lípa.

## Ligová bilance
| Ročník                                   | Zápasy | Góly | Klub               |
| ---------------------------------------- | ------ | ---- | ------------------ |
| česká národní fotbalová liga 1985/86     | 26     | 5    | Vagónka Česká Lípa |
| 1. československá fotbalová liga 1986/87 | 25     | 4    | Škoda Plzeň        |
| 1. československá fotbalová liga 1987/88 | 7      | 0    | Slavia Praha       |
| 1. československá fotbalová liga 1988/89 | 2      | 0    | Slavia Praha       |
| česká národní fotbalová liga 1988/89     | 15     | 3    | Zbrojovka Brno     |
| 1. československá fotbalová liga 1989/90 | 12     | 0    | Zbrojovka Brno     |
| CELKEM                                   | 60     | 1    |                    |